# КУД „Младост” Нова Пазова
Културно уметничко друштво Младост Нова Пазова (скраћено име: КУД Младост Нова Пазова) је основано 1953. године.
Успешно делује у окупљању младих, развијању склоности ка игри, песми, музици, глуми, поезији, ликовном стваралаштву и пре свега афирмацији културних вредности српског народа и свих других народа који живе на простору Републике Србије. Седиште културно уметничког друшта се налази северно од Београда у Новој Пазови.
КУД Младост Нова Пазова је члан асоцијације CIOFF Srbija од 2003. године.
Друштво тренутно броји близу 400 чланова, од којих је најбројнија фолклорна секција.

## Секције
1. Мала ликовна радионица
2. Драмски студио „Мирко Таталовоћ - Ћира“
3. Фолклорна секција
4. Женска певачка група
5. Народни оркестар

### Драмски студио „Мирко Таталовоћ - Ћира“
Драмски студио „Мирко Таталовић - Ћира" је драмско-рецитаторска секција КУД-а Младост Нова Пазова. Носи име новопазовачког редитеља, који је цео свој живот посветио глумцима аматерима и оставио дубоког трага освојивши бројне награде са представама: "Краљевић Марко", "Жена са тајном", "Дервиш и смрт". Пре њега једнако успешне представе су „Чудо у Шаргану“ и „Хамлет из Мрдуше Доње“.
Данас студио на свом репертоару има три представе: „Развојни пут Боре Шнајдера“, „Микулина женидба“ и најновија „У пламену страсти“.

### Народни оркестар КУД-а „Младост“
Оснивањем фолклорне секције у КУД-у „Младост“ истовремено је рођена идеја за формирање народног оркестра који би могао да испрати игре и кореографије који су били на репертоару. Тих давних 60-их година прошлог века, били су пионирски кораци у стварању једне нове секције.
Из тог периода се памте први хармоникаши Слободан Витас, Ђорђе Плавић, гитариста чика Станко Ковачевић и бубњар Александар Пец. Касније су свирали и други музичари, хармоникаш Весна Новаковић, гитаристи Драган Ристић и Јањић Златко, хармоникаш и шеф народног оркестра Здравко Винкешевић...
Шефови оркестра новијег датума били су: Драган Витас, Драган Јовановски, Аца Антић, Предраг Ракић, хармоникаши Огњен Шћепановић, Александар Дробац, Александар Романић, гитариста Зоран Пухача...
Као вокални солисти наступали су: Александар Плавић, Душко Вујин, Ненад Пер, Марика и Ђорђе Ристовски, Снежана (Ћурувија) Милијановић, Снежана Милковић...
Од 2001. године оркестром руководи Саша Мазињанин. 
Данас народни оркестар окупља генерације школованих музичара. Поред кореографија, оркестар на свом репертоару има и музичке аранжмане народних мелодија, обраде кола и других композиција.
Од 2002. године Народни оркестар постиже успехе на домаћим и међународним фестивалима:
- 2002. године најбољи оркестар на републичком фестивалу у Кличевцу код Пожаревца,
- 2003. године најбољи оркестар на Међународном фестивалу фолклора у Горици (Италија) ,
- 2004. године најбољи оркестар вечери на фестивалу „Златни опанак“ у Ваљеву,
- 2006. године Прво место са Певачком групом „Гоце Делчев“ из Софије на Међународном фестивалу у Микреву[мртва веза] (Бугарска).

### Женска певачка група КУД-а „Младост“
1998. године млади просветни радници, чланови фолклорне секције КУД-а „Младост“, основали су Женску певачку групу. Први извођачи певачке групе биле су: Душанка Бајић, Снежана Милковић, Невенка Пајовић, Брана Пајовић, Наташа Граховац и Сања Младеновић. Руководилац групе је била Душанка Бајић. 
Од 2006. године групом руководи Саша Мазињанин.
Током њеног постојања, певачка група је наступала на бројним концертима, фестивалима и смотрама народне традиције у земљи и иностранству.
На репертоару се налазе песме српског живља са простора где живе и где су живели Срби, од Далмације, преко Босанске крајине, Војводине, све до југа и истока Србије.

## Путовања
Фолклорни ансамбл и народни оркестар су путовали у:
1. Пољску
2. Украјину
3. Словачку
4. Мађарску
5. Румунију
6. Бугарску
7. Грчку
8. БЈР Македонију
9. Босну и Херцеговину (Републику Српску)
10. Словенију
11. Италију, Сицилију
12. Бразил

Женска певачка група је путовала у:
1. Словачку
2. Мађарску
3. Румунију
4. Бугарску
5. Босну и Херцеговину (Републику Српску)

Мала ликовна радионица је путовала у Битољ (БЈР Македонија).

## Награде и признања
- Прво место на Покрајинском фестивалу у Сомбору (09. мај 2010) са кореографијом "Игре из Беле Крајине" - Дечји фолклорни ансамбл и подмладак народног оркестра и
- Треће место на Републичком фестивалу у Краљеву (06. јун 2010) са кореографијом "Игре из Беле Крајине" - Дечји фолклорни ансамбл и подмладак народног оркестра.

- Женска певачка група је учествовала на завршном Фестивалу фолклорних традиција Војводине, који је одржан 21. септембра 2010. године у Врбасу.

## Програм фолклорних ансамбала

### Извођачки фолклорни ансамбл:
| Редни број | Кореографија                                       | Кореограф                     | Музички аранжман         | Фотографија | Опис кореографије | Видео   |
| ---------- | -------------------------------------------------- | ----------------------------- | ------------------------ | ----------- | --- | ------- |
| 1.         | Игре из Срема траје 7 минута                       | Владимир Спасојевић           | Саша Мазињанин           |             | Сплет игара и песама из Срема. Аутентични сремски костим, музика и песма, карактеристични за регион Срема. | YouTube |
| 2.         | Буњевачке игре траје 6 минута                      | Бранко Марковић               | Душан Шапоња             |             | Игра Буњеваца са севера Војводине. Разноврсни карактеристични кораци, праћени оригиналном музиком тих крајева, ношње различитих боја, типично за то подручје ...                                                                                                | YouTube |
| 3.         | Влашке игре траје 6 минута                         | Милан Вујиновић               | Веља Цветковић           |             | Брзе и темпераментне игре са подручја источне Србије. | YouTube |
| 4.         | Игре из Шумадије траје 6 минута                    | Бранко Марковић               | Душан Шапоња             |             | Сплет игара из централне Србије. Препознатљива српска ношња, народна музика типична за српски фолклор. | YouTube |
| 5.         | Шопско тројно траје 2 минута                       | Бранко Марковић               | Душан Шапоња             |             | Динамична игра тројице момака, као представа веселог духа југоисточне Србије. | YouTube |
| 6.         | Игре из југосточне Србије (Бугарка) траје 7 минута | Владимир Спасојевић           | Саша Мазињанин           |             | Темпераментне игре југоисточне Србије. Надигравање момака и девојака. |         |
| 7.         | Игре из Тимочке крајине траје 8 минута             | Добривоје Путник              | Боривоје Илић            |             | | YouTube |
| 8.         | Шопске игре траје 8 минута                         | Драгомир Вуковић              | Петар Јосимовић          |             | | YouTube |
| 9.         | Игре из околине Лесковца траје 2 минута            | Владимир Спасојевић           | Саша Мазињанин           |             | |         |
| 10.        | Игре из Врањског поља траје 8 минута               | Славиша Ђукић                 | Саша Мазињанин           |             | | YouTube |
| 11.        | Линђо - Херцеговачка поскочица траје 5 минута      | Бранко Марковић               | Душан Шапоња             |             | Географско порекло је Херцеговина. Музика и костими показују Медитерански менталитет становништва, идентификован веселим темпераментом. Викач у функцији ове игре, на духовити начин издаје команде другим играчима, праћен само једним инструментом (Љерицом). | YouTube |
| 12.        | Гламочко нијемо коло траје 6 минута                | Драго Кецман                  | /                        |             | Игра без музике. Основни ритам се постиже како снажним и темпераментним корацима, тако и звуцима дуката на ношњи девојака. | YouTube |
| 13.        | Врањанска свита траје 8 минута                     | Бранко Марковић               | Драгољуб Шарковић        |             | Ова кореографија представља спектакл и подељена је на 3 дела: 1. Врањанка - девојачка игра 2. Тешкото - игра бегова 3. Циганска игра - Чочек | YouTube |
| 14.        | Биначка Морава траје 8 минута                      | Дејан Милисављевић - Звечанац | Мирољуб Тодоровић - Џими |             | ' | YouTube |

## Галерија фотографија

### Игре из Беле крајине (од Општинске смотре до Републичког фестивала у Краљеву)

#### Општинска смотра Стара Пазова (27. март 2010)
- Игре из Беле крајине
- Игре из Беле крајине
- Podmladak narodnog orkestra

#### Зонска смотра Стара Пазова (18. април 2010)
- Игре из Беле крајине

#### 49. Музички фестивал деце Војводине Сомбор (09. мај 2010)
- Плакета за освојено прво место
- Игре из Беле крајине

#### 7. Смотра дечјих фолклорних ансамбала Србије Краљево (06. јуни 2010)
- Плакета за освојено треће место
- Уочи наступа у Краљеву
- Заједничка фотографија